# Cavaller
|  | Per a altres significats, vegeu «Cavaller (desambiguació)». |

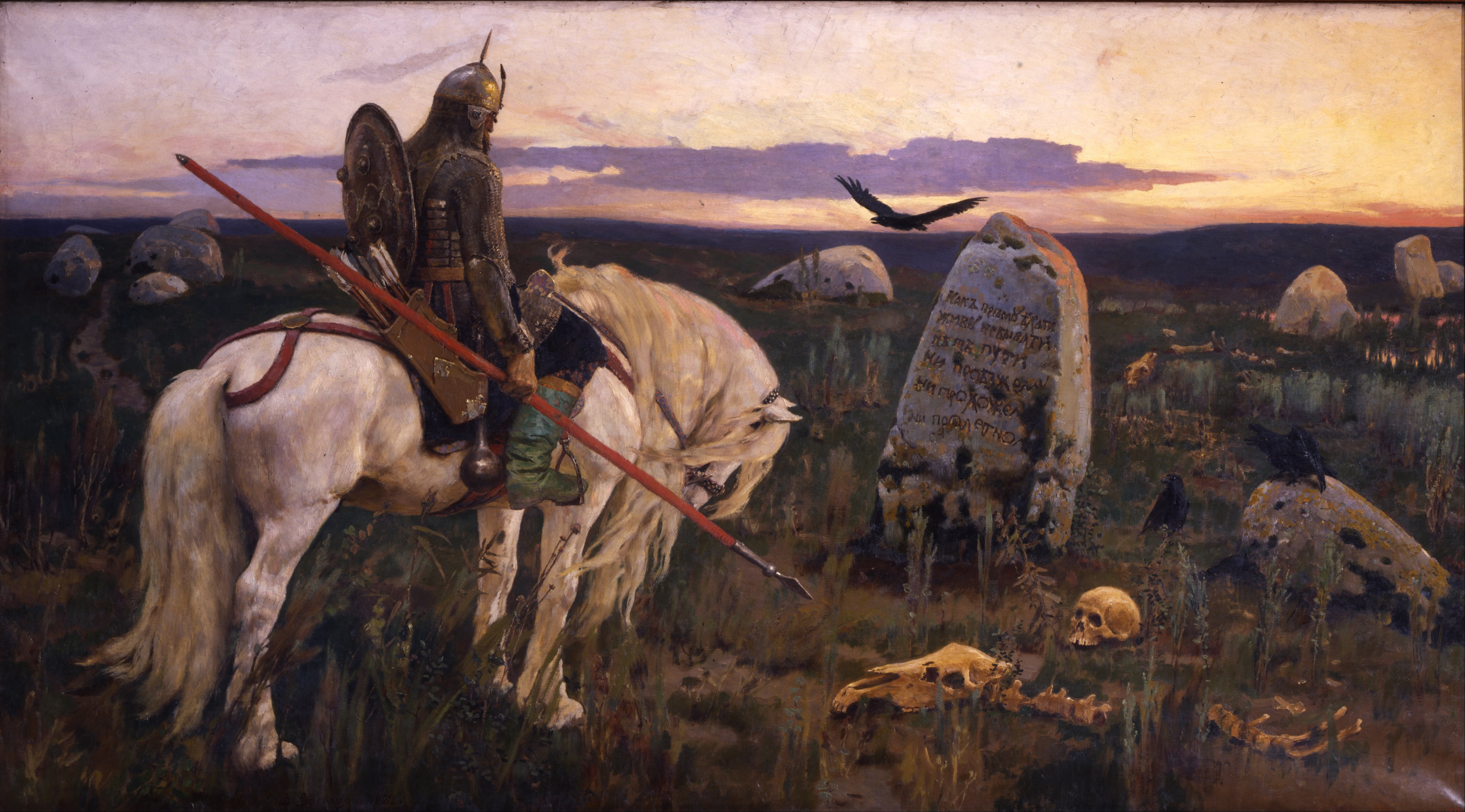
Un cavaller amb el seu cavall. Quadre de Víktor Vasnetsov, El cavaller a la cruïlla de camins (1878)

L'accepció més pura pel mot cavaller és «persona que munta a cavall», que és de gran riquesa en semàntica. Va passar de significar el fet de muntar a un cavall a expressar una condició social molt diferent -la de noble que havia rebut l’orde de cavalleria-, que anà canviant durant les diferents etapes històriques. En llatí es deia «caballus -i» dels cavalls que eren especialment de feina, però empraven el terme «equus -i» per a la resta dels cavalls, especialment per als que s'utilitzaven en la guerra, d'aquí que s'anomenés ordo equester la classe social dels cavallers romans. «Caballus» venia també del grec «kaballes -ou», amb el significat igualment de cavall de treball.

## Orígens de la cavalleria medieval

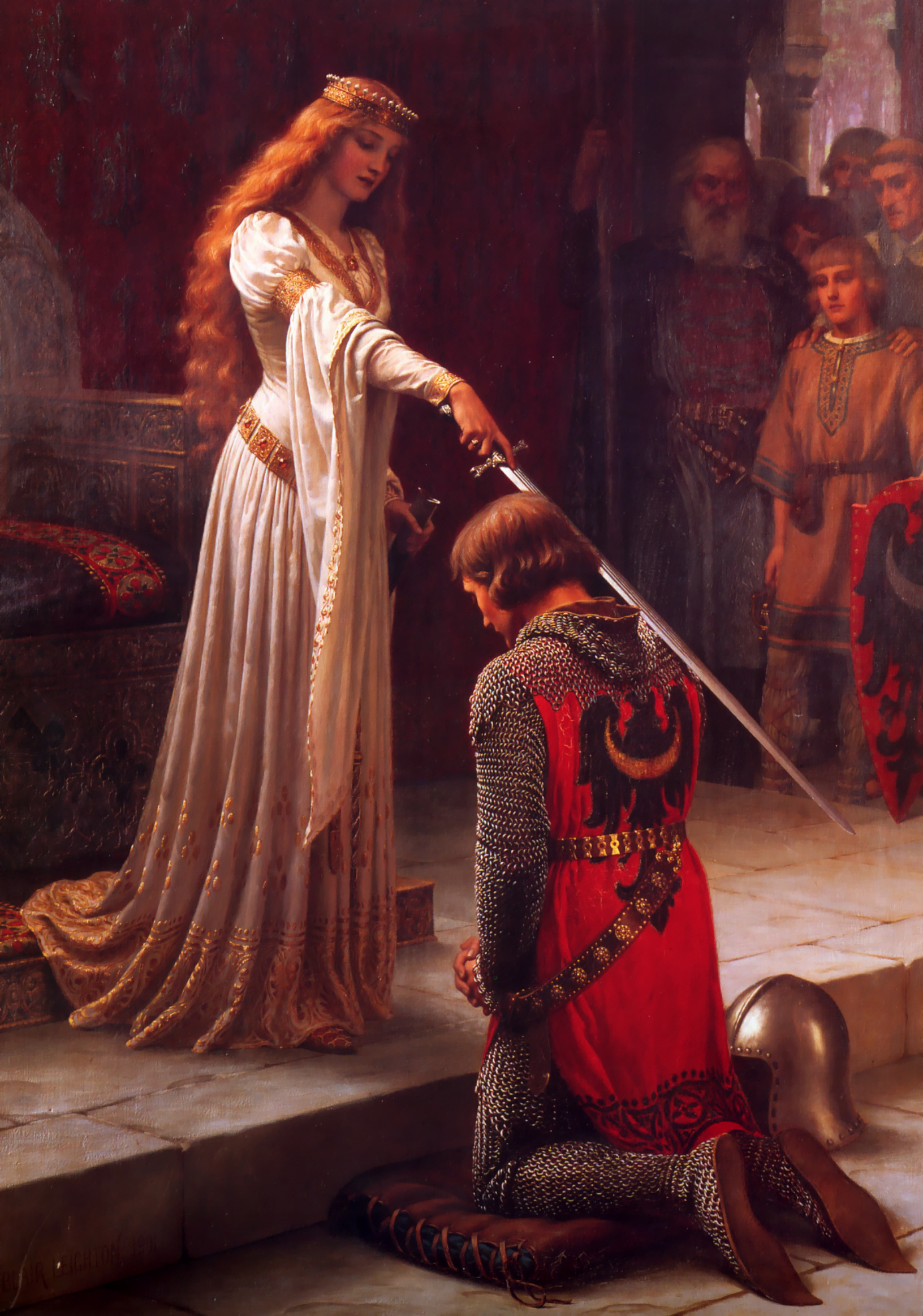
Nomenament d'un cavaller o bescollada. The Accolade, d'Edmund Blair Leighton (1901)

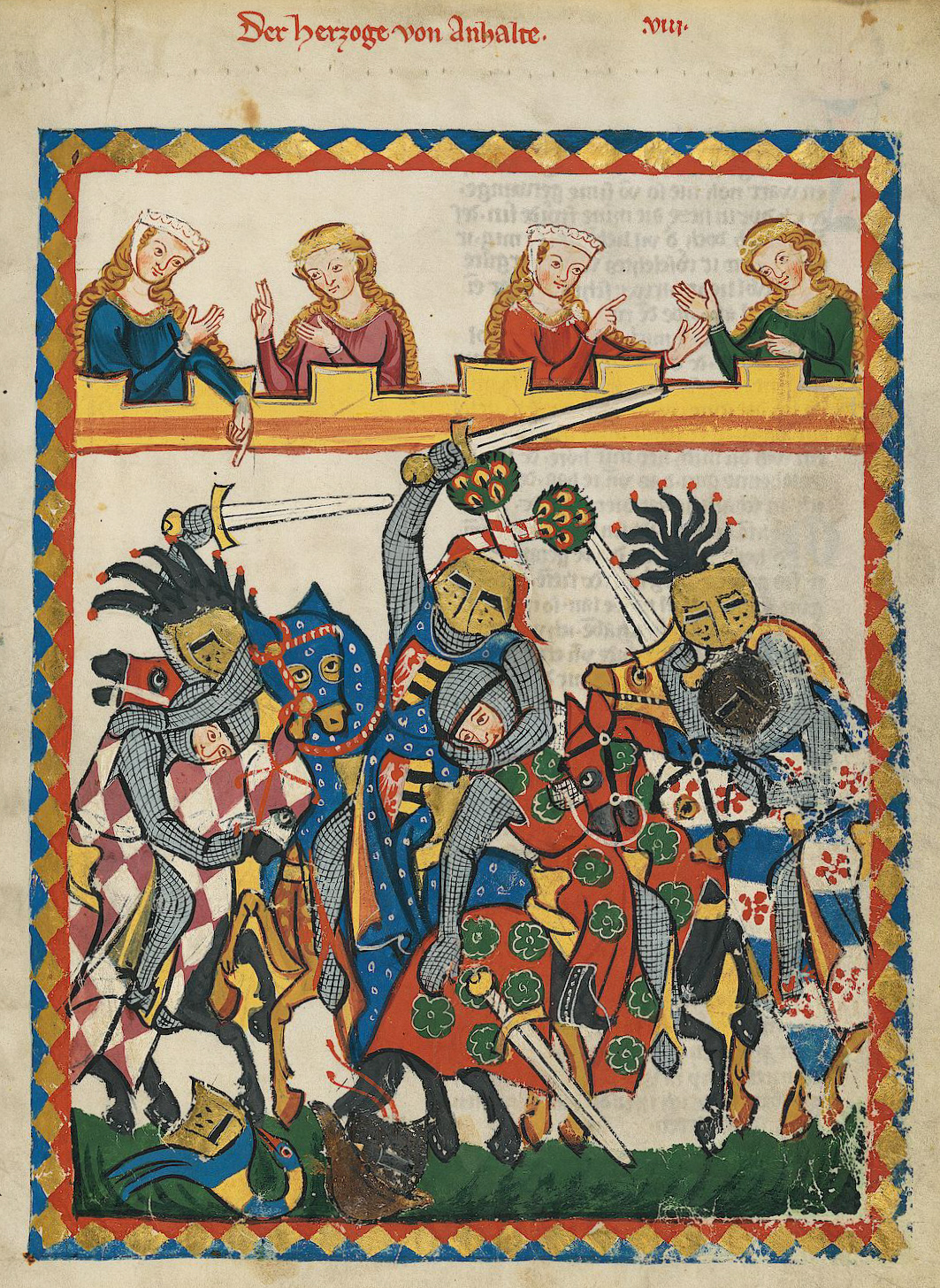
Torneig medieval del Còdex Manesse, representant el tumult

Des de l'antiguitat la cavalleria pesant era coneguda com a catafracta, els quals estaven involucrats en les diferents guerres, principalment pel poble de l'Iran, amb els seus braços i el seu paper en el combat similars als dels cavallers medievals. No obstant això, un catafracta no tenia una posició fixa polític o funció social que no sigui la seva funció militar.
Els sàrmates irànics van ser probablement els creador dels cavallers armats de l'Europa medieval. La cavalleria com es coneix a Europa es caracteritza per la combinació de dos elements entrellaçats similars a la relació contemporània de client-proveïdor, el feudalisme com a vassall i el servei com un guerrer a cavall quan ho sol·licités el senyor pel jurament de fidelitat. Ambdós, van sorgir sota el regnat de l'emperador franc Carlemany, del qual la cavalleria de l'edat mitjana es pot veure que hagués tingut la seva gènesi.
Algunes porcions dels exèrcits dels pobles germànics que ocuparen l'Europa des del segle tercer EC, sempre havia estat muntats, i alguns exèrcits, com els dels ostrogots, eren compostos en la seva majoria cavalleria. No obstant això, foren els francs els que van arribar a dominar Europa occidental i central després de la caiguda de Roma, i en general, enviaven exèrcits compostos de grans masses d'infanteria, amb una elit d'infanteria, la companyonia, que sovint es muntava a cavall en la batalla en comptes de marxar a peu. Muntar a cavall en la batalla tenia dos avantatges fonamentals: reducció de la fatiga, sobretot quan els soldats d'elit vestien armadura (com era cada vegada més comú en els segles després de la caiguda de l'Imperi Romà d'Occident); i el fet que donava més mobilitat als soldats per reaccionar davant les incursions dels enemics de l'Imperi Romà d'Occident, particularment les invasions musulmanes que van abastar Europa en el 711. Així va ser que els exèrcits del rei dels francs i senyor de la guerra Carles Martell, els que van derrotar la invasió àrab omeia a la batalla de Tours en el 732, encara que eren en gran part exèrcits d'infanteria, les elits mutaven a cavall per la batalla, però es desmuntaven per lluitar, proporcionant un nucli dur de l'impost de les partides de la guerra d'infanteria.

## Cavallers segons etapes històriques
- Cavaller de l'antiga Roma.
- Cavaller cobert (noblesa catalana).
- Cavaller de qualsevol dels ordes de cavalleria.
- Persona que té un comportament lloable: "vós sou tot un cavaller".
- Cavaller errant o de ventura, dels llibres de cavalleries, que cerca casos extraordinaris.
- Cavaller a plaça.
- Cavaller com a obra de defensa en una torre d'un castell.
- Cavaller en substitució del mot 'senyor': ha vingut un cavaller.

També s'empra aquest terme per a referir-se a la peça dels escacs que avui dia s'acostuma a representar amb un cavall, sovint recolzant-se sobre les potes darreres. Això és perquè a la tradició d'aquest joc (que ha patit moltes variants i versions abans d'arribar a l'actual) les peces representaven guerrers, i en lloc del cavall actual acostumava a usar-se la figura d'un guerrer assegut sobre un animal de muntura.

## Cavallers en el feudalisme
Quan els normands, dirigits per Guillem el Conqueridor envaeixen Anglaterra (1066), es necessitaven molts i preparats homes per protegir les terres, i els homes joves feien juraments de fidelitat per proporcionar el seu servei militar per protegir un senyor o noble. Progressivament es van convertir en guerrers a cavall de l'Europa medieval que servien el rei o un altre senyor feudal com retribució habitual per la tinència d'una parcel·la de terres, encara que també per diners, com tropa mercenària. A tots els països que acostumen a concedir el títol de cavaller, constitueix una honor atorgada pel monarca tant a homes com a dones, en reconeixement d'un notori mèrit personal, i mitjançant l'acord d'un orde de cavalleria. El títol sir o dame s'avantposa al nom, rere el qual col·loquen les inicials de l'orde de cavalleria. Durant la cerimònia l'aspirant acostumava a prestar jurament de ser valent, lleial i cortès, així com protegir els indefensos. Després del segle xv, el títol de cavaller s'atorgà als civils en recompensa pels serveis públics.
El naixement de la cavalleria parteix de tres factors fonamentals: l'herència romana, el valors germànics i la influència eclesial. El cavaller era generalment un home noble, que havent servit al patge i escuder, després l'ascendien amb cerimònia els seus superiors al rang de cavaller, que juraven morir per la fe cristiana, pel seu senyor i per la seva terra. Si es declarava una guerra, hi anaven amb les seves cotes de malla, llances i espases. Arran de la lluita contra els infidels, es creia que es podia arribar a ser sant servint amb les armes. Això va dur a la sacralització de la cerimònia d'armar cavaller i a la creació d'un cristianisme de guerra, del qual en sorgiran els templers.
Al segle XIII la cavalleria forma a Occident, un cos fort ben delimitat i que s'estableix veritablement al centre de l'edifici social. Efectivament el llenguatge de les actes jurídiques tracta la cavalleria com un grup coherent, compact, al voltant d'un llinatge familiar i hereditari, un cos annexat als esglaons superiors de la noblesa i que, per consegüent, s'identifica completament a l'aristocràcia laica. A mesura que evoluciona la cavalleria s'articula com una milícia d'elit.
La cavalleria no estava ben valorada per l'església cristiana, però quan esdevé oficial, i terratinent principal en l'Imperi de la cristiandatcerca defensores ecclesiae unes forces ofensives pròpies que salvaguardessin un patrimoni extens i a l'abast de la rapinya. Tot i que la coexistència amb l'església va ser pacífica i es va introduir dins l'estament cristià amb un model essencialment cristià, la cavalleria sovint agredia la moral cristiana amb exemples d'arrogància i d'orgull motiu de ser objecte de crítiques acerades. El final de molts cavallers era ingressar a monestirs, ad socurrendum per alleugerir el feix de pecats comesos. De nou la ficció literària se'n fa ressò. L'església farà esforços per fer sentir la seva influència entre els cavallers i dotar-los d'una ètica. En aquest sentit destacar la importància que tindrà el romanç i la novel·la de cavalleries per a difondre un codi ètic, una deontologia corporativa.

### Ideologia cavalleresca
Es consolida la idea d'un cavaller arquetípic que trobem a la literatura cavalleresca escrita en llengua vulgar. Aquest cavaller respon a uns ideals que no tenen per què encaixar amb la realitat de l'època. Són el cas d'Artús, Lancelot o Tristany. És un cavaller idealitzat del qual la realitat va beure per tal d'inspirar-se i per donar una raó d'existir a la figura del cavaller real que trobem en l'edat mitjana, concretament a partir dels segles xi i xii. La literatura cavalleresca i, per tant, el cavaller arquetípic, confereixen un codi deontològic i un origen quasi mític al cavaller de carn i ossos. Tal com ens explica Jean Flori en el seu llibre "Caballeros y caballería en la Edad Media", el cavaller arquetípic de la literatura és un model a seguir que ajuda a crear la ideologia cavalleresca.
Cal remarcar que el concepte de cavaller i de cavalleria, que no és sempre de fàcil definició, apareix al mateix temps que les literatures romàniques. El cavaller s'expressava en llengua vulgar i els escriptors, en la majoria de casos membres actius de la cort o antics cavallers, també escrivien les seves obres en aquesta llengua. Era una literatura feta per cavallers i dirigida als cavallers.
Per altra banda, encara que el cavaller de les novel·les guardi relació amb el cavaller de la vida real i que molts cops existeixi entre aquests una corrent de retroalimentació, podem trobar clares diferències entre uns i altres:
La figura del cavaller solitari. Aquesta figura és àmpliament conreada en la literatura però poc pràctica. Un cavaller solitari estava condemnant a mort. Calia la força del grup per tal de garantir la seva seguretat.
El motor de l'honor. És cert que en la cavalleria l'honor formava part del corpus ideològic. Però en la literatura aquest és l'únic motor de l'heroi. En canvi, en la vida real, era habitual que els cavallers busquessin un enriquiment material. Val a dir que disposar de tot el material, inclòs el cavall, clarament necessari per esdevenir cavaller, era extremadament costós.
L'amor. En el dia a dia, era habitual la pràctica de la violació entès com un dret del cavaller i, en última instància, de l'home. És la literatura cavalleresca la que introdueix la idea de l'amor noble. Per tant, en aquest cas, el cavaller arquetípic aconsegueix influenciar al cavaller real i modifica el seu comportament.
El perdó a la vida. Aquesta pràctica és molt habitual en el cavaller novel·lesc però difícil de mantenir en el cavaller real. Un cop més, veiem com la literatura intenta donar un codi de comportament a la realitat, tot i que de vegades no ho aconsegueix. Una de les innovacions guerreres fou l'adopció d'un nou mètode de combat que posava l'èmfasi a la càrrega amb llança en posició horitzontal, una revolució cultural exclusiva dels cavallers. Al voltant d'aquesta forma de combatre es va generar una ètica, un codi i una ideologia que distingia els cavallers dels altres lluitadors: els guerrers no busquen matar, sinó vèncer, no ataquen mai en grup un cavaller sol, un cavaller ferit o un cavaller d'esquena quan fuig. La valentia en combat era vista com un valor suprem, una virtut d'ordre sagrat i místic. Tots aquesta renovació dels valors va donar pas a una humanització de la guerra.

Però tal com ens adverteix Maurice Keen en el llibre “La caballería”, no ens podem basar en el model literari de cavaller per buscar la definició històrica. Keen insisteix en el fet que, fora de la literatura, la cavalleria era una disfressa.
Així és com el cavaller de ficció arriba a influenciar directament la realitat. Al segle xv ens trobem amb veritables imitacions de les escenes narrades en les novel·les confonent, encara més, ficció i realitat.
Tota aquesta ideologia rendeix culte a un passat remot en el que la cavalleria era perfecte, a una edat daurada representada idealitzada al cicle artúric, que convertia el present en un pàl·lid reflex d'aquell ideal, bastit per la literatura, que exaltava una ètica guerrera i un sentit de l'honor que convivia amb la brutalitat pròpia de totes les guerres.

### El cavaller fora de la ficció literària

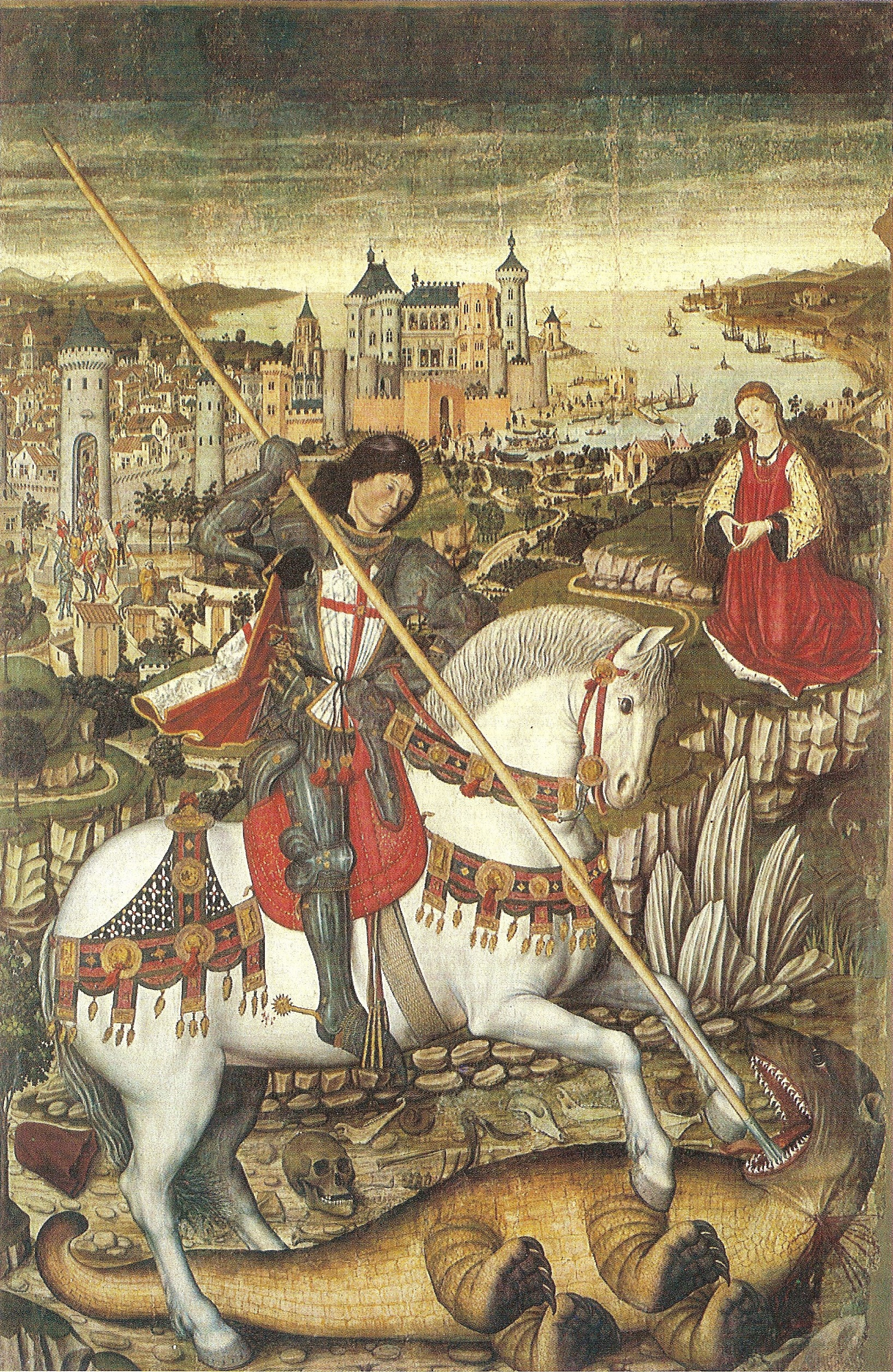
Sant Jordi matant el drac i salvant la seva princesa. Heroïcitat i amor idealitzat

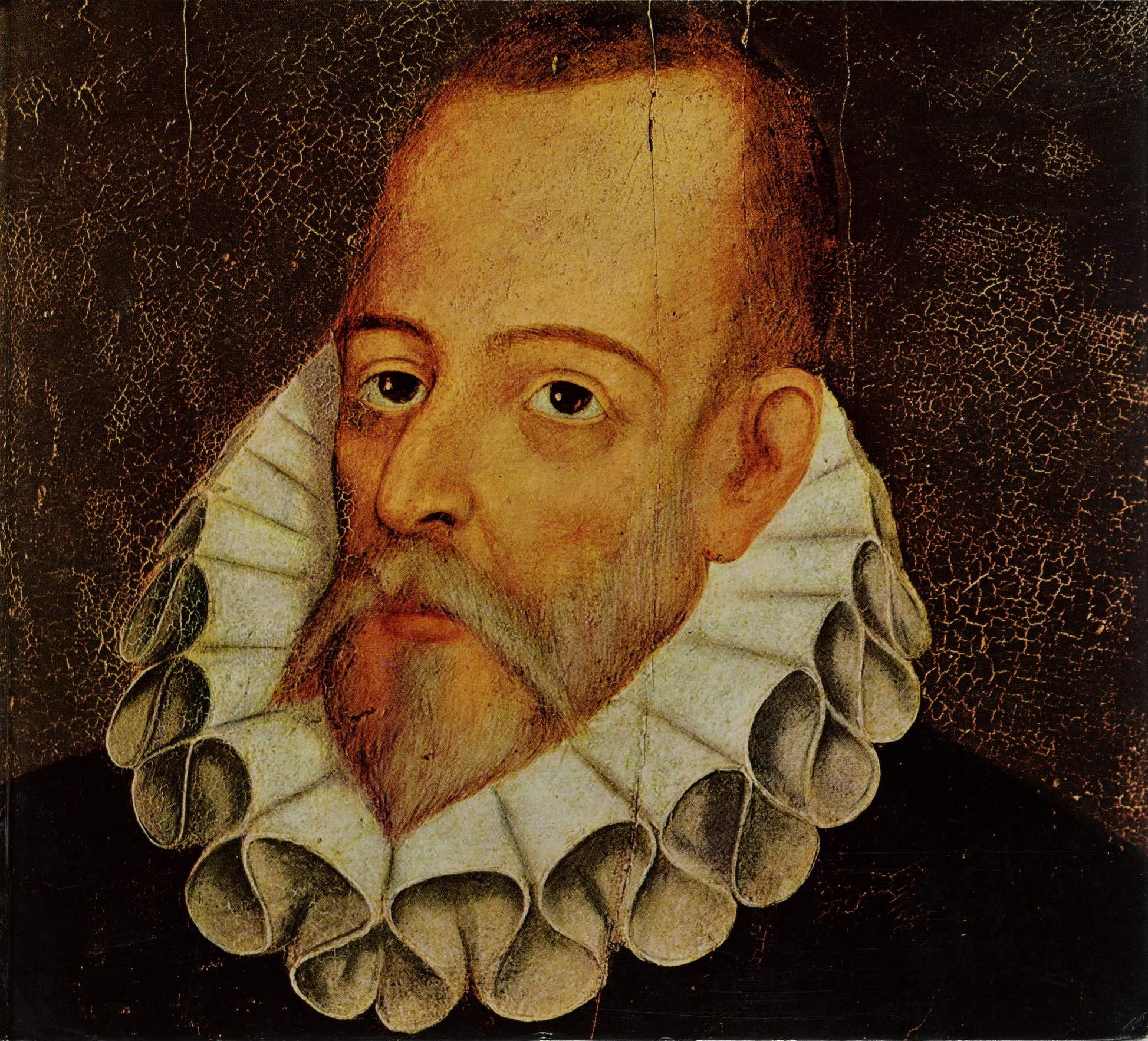
Retrat de Miguel de Cervantes

La cavalleria en la literatura romànica fou molt idealitzada i poc realista. Moltes històries foren descrites en terres inexistents, o llunyanes i en temps indefinits.
El disseny literari del cavaller es defineix per la guerra, la cortesia i l'amor, i la religió. En la ficció podem veure molts lluitadors que per molts cops d'espasa que rebessin podien tornar-se a aixecar i continuar lluitant. A la vida real però, un cop fort d'espasa a un altre cavaller significava la mort. Ser cavaller implicava també, formar part d'un cert estatus social, de la noblesa. No tothom podia arribar a ser cavaller. Durant les batalles, per cada cavaller era necessari un mínim d'una o dues muntures, dos escuders i a més, uns cinc cavalls, calia que aquests cavallers disposessin de molts diners per a poder mantenir tots aquests animals, persones i equipaments. En la ficció literària, en canvi, els cavallers passen tota la batalla amb el mateix cavall i amb una sola muntura, i sempre lluitaven sols davant dels seus enemics i predominaven les heroïcitats dels cavallers i les seves gestes. A la vida real, però, això seria inconcebible, qualsevol cavaller solitari era considerat mort des d'un bon inici. La cavalleria no va ser concebuda com una forma solitària de treballar, sinó que es treballava de forma grupal i presentat solidaritat amb la resta dels companys, d'aquesta manera s'asseguraven la unió i la cohesió com a grup i el poder-se protegir els uns als altres.
La literatura, doncs, intentava donar una visió més noble del cavaller. En la ficció, la tasca dels cavallers es presentava heroica i honorífica, que ho era, però molts dels seus drets no ho eren, com si que es dona a entendre a la ficció. Tenien dret a les violacions, mentre que a la ficció regna l'amor idealitzat. Aquesta actitud honorífica també portava al perdó a la vida de molts enemics que estaven a punt de rebre l'últim cop mortal, mentre que a la vida real no era així. Això comportava que molts cavallers un cop es volien retirar d'aquest ofici, se n'anessin a viure interns la resta dels seus dies en monestirs i morir així fora de tots els pecats comesos i en pau. Així doncs, a la ficció era una altra: els bons cavallers havien de morir en combat, morir amb l'espasa a la mà.
Exemples de novel·la cavalleresca on es pot veure trets idealitzats, com l'amor, l'honor, el perdó, la mort, la solidaritat i la solitud del cavaller: Tirant lo Blanc de Joanot Martorell, Curial e Güelfa (autor anònim), El Quixot de Miguel de Cervantes, El Cavaller de la Carreta (Chrétien de Troyes, 1175), Cantar de mio Cid (Anònim, 1140), Parzival (Eschenbach, S. XIII) o Sir Galvany i el Cavaller verd (Anònim, S.XIV)

## Armadura d'un cavaller

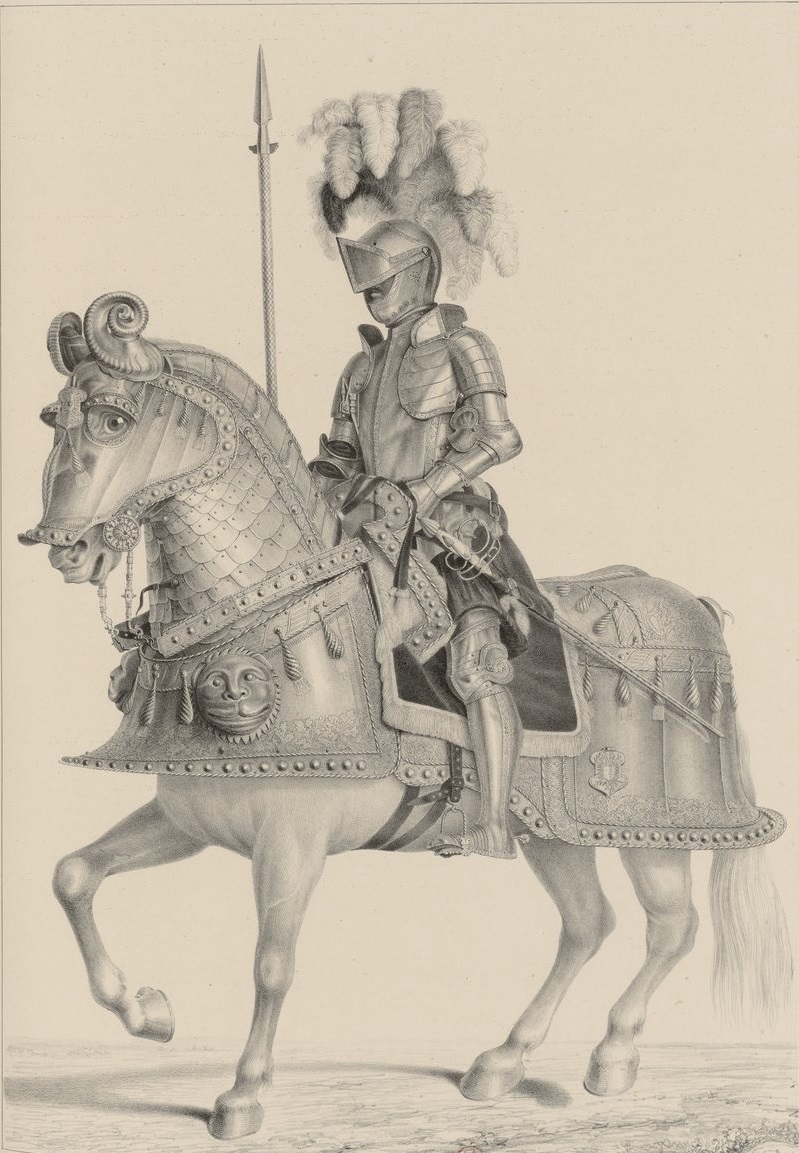
Carles V representat amb armadura sobre el cavall cuirassat. Del llibre La armeria real. (font: Wikimedia Commons)

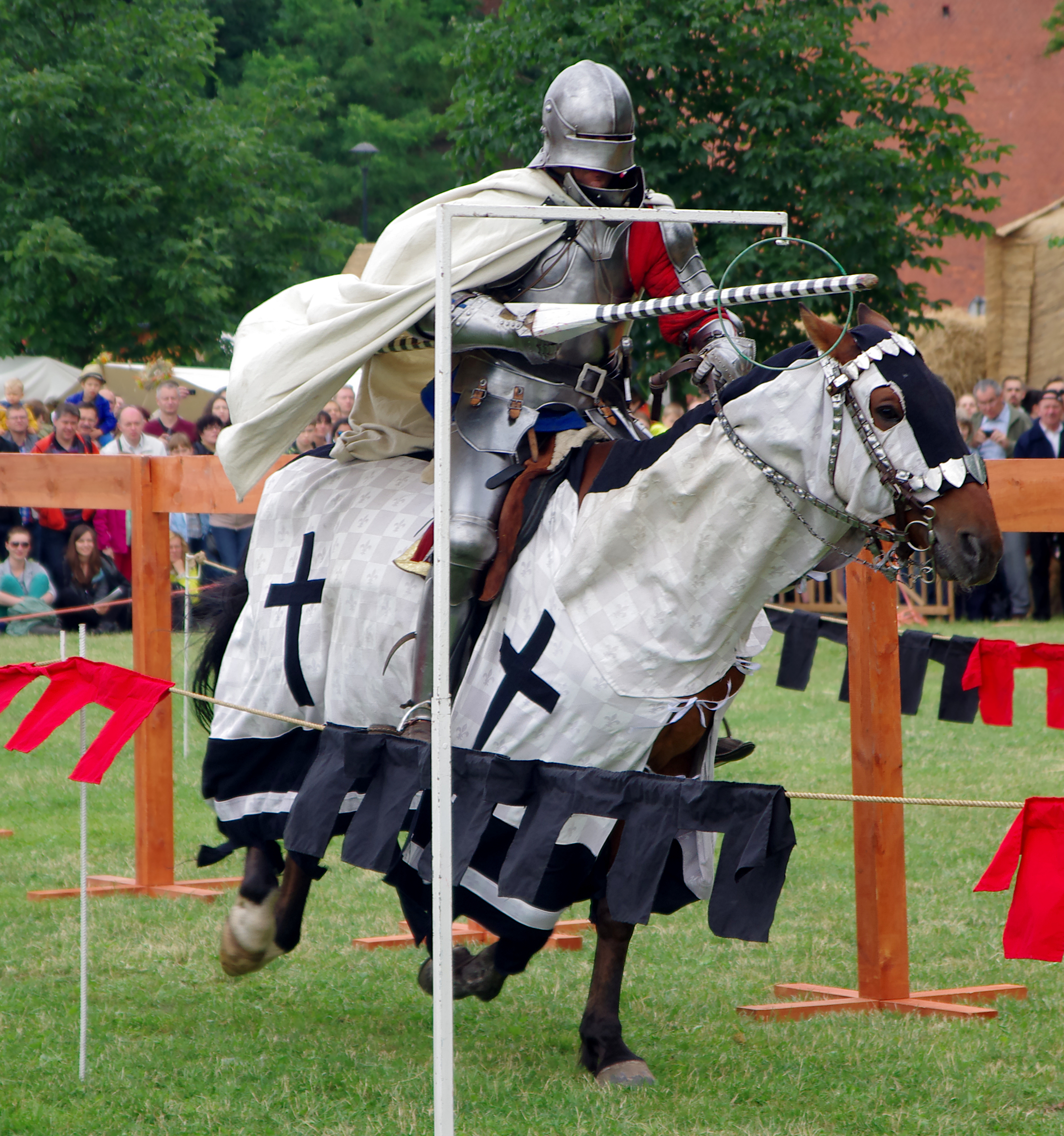
Recreació d'un torneig entre cavallers. Festival de MJarmark Świętojański, Kraków

L'armadura era una arma defensiva destinada a protegir el cavaller dels cops i les ferides que podia rebre en el camp de batalla. La composició de l'armadura era molt diversa en funció del període històric, de l'indret de naixement del cavaller i de la seva posició econòmica. Aquest últim punt era molt important si tenim en compte que el cost de la confecció d'una armadura equivalia al d'una petita explotació agrícola, amb granja inclosa, i que per tant era una despesa prou considerable per a marcar diferències entre cavallers. Els grans senyors feudals, a més, comptaven amb grans cavalls destrers cuirassats (també anomenats cavalls pesants) amb el sobrecost que això comportava. Per tant, l'armadura no esdevenia només un element protector sinó que era, també, un símbol d'estatus en la societat feudal i entre cavallers. Com a peça de gran valor era inclosa en les herències familiars i podia esdevenir moneda de canvi en transaccions comercials o per sufragar deutes contrets.
Les primeres armadures, basades simplement en un casc i un plastró de cuir per a cobrir el tors, daten del període egipci i són un primer intent de protegir el noble durant el combat. Tot i ésser unes armadures força rudimentàries assenten la base sobre la qual es desenvoluparan les següents; primer en el període de l'Imperi Romà i posteriorment durant l'edat mitjana. L'Europa medieval abasta un període llarguíssim, des del segle IV fins al segle xv però no és fins al segle xiii que les armadures comencen a modernitzar-se amb la incorporació de nous elements.
La imatge iconogràfica del cavaller vestit amb armadura de cap a peus que ha popularitzat la literatura, el cinema i les arts en general és una visió tardana del cavaller medieval. La majoria d'armadures que es conserven en els museus i les reproduccions que se'n fan són gairebé totes basades en les armadures dels segles XIV-XV. Armadures molt completes però també molt pesades i incòmodes, que llastaven els moviments del genet, en dificultaven la visió i el posaven en perill de mort en cas de ser abatut del seu cavall. Aquest tipus d'armadura total s'usava habitualment en justes i tornejos i actes cerimonials. En canvi, les armadures dels cavallers dels segles XII-XIV amb menys elements i, per tant, un menor pes, els conferien una força de combat devastadora i alhora una major mobilitat en el camp de batalla.

### Parts d'unaarmadura

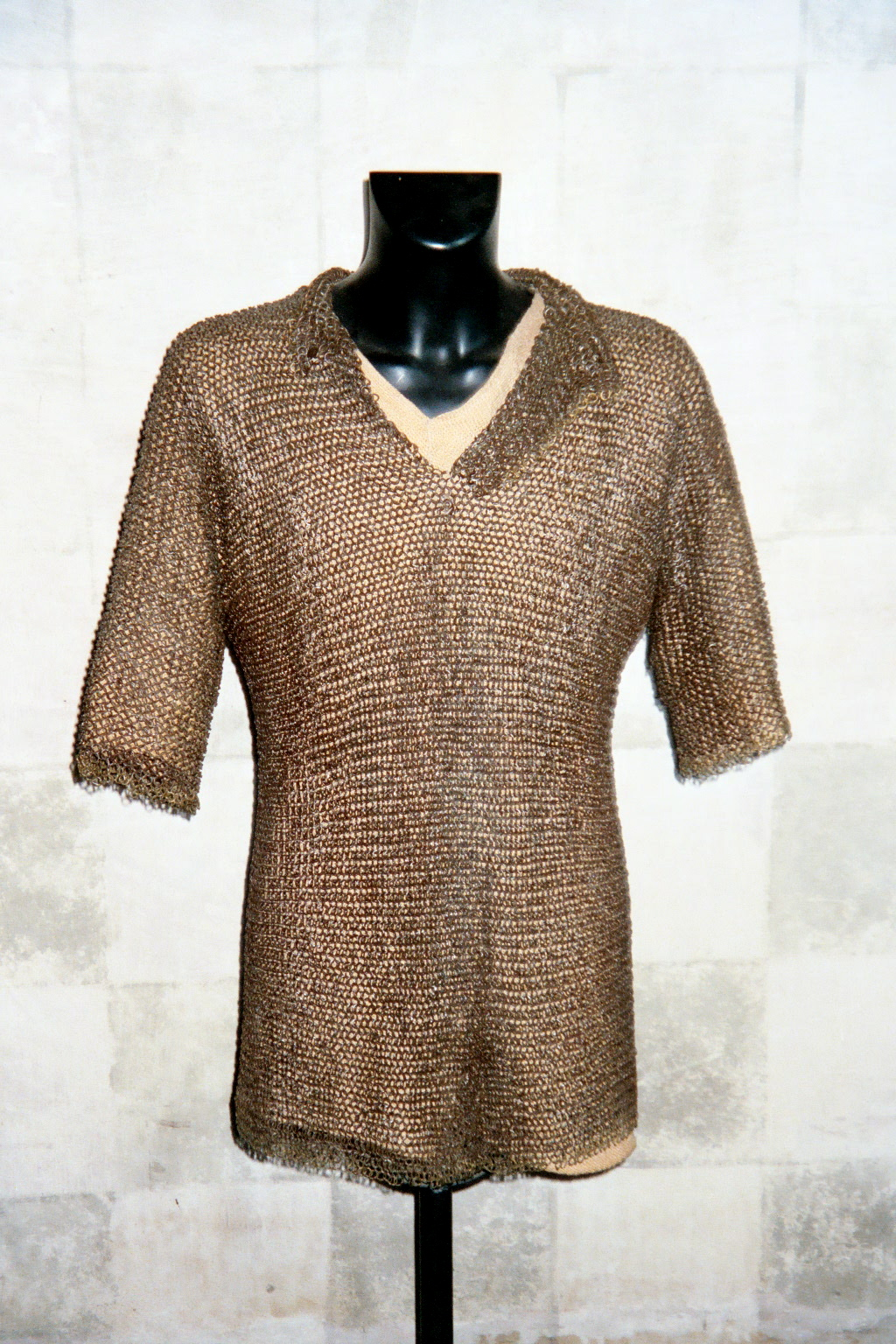
Ausberg exposat a Château de Chillon

A sota de l'armadura de cota solien vestir diverses peces de roba per tal de protegir la pell del fregament amb les peces metàl·liques 
- Calces
- Calces de ferro: Dos camalls de malla que es lligaven a la cintura amb corretges de cuiro.
- Genolleres: Per a protegir els genolls del refrec amb les calces de ferro. Probablement utilitzaven genolleres interiors i exteriors.
- Gonella: Túnica llarga cenyida a la cintura
- Ausberg (o gonió): Túnica de malla. Normalment hi duia el capmall incorporat.
- Capmall: Peça de malla a manera de capulla sobre la qual es posava el capell de ferro.
- Sobrevesta: Peça de vestir amb els senyals heràldics. Es posava per sobre de l'ausberg.
- Perpunt: Peça de vestir sense mànigues i confeccionada amb tela gruixuda o cuir i sovint encoixinada per esmorteir els cops.
- Gorra encoixinada: Capell de roba destinat a fer més còmode l'ús del casc.
- Ventalla: Malla destinada a protegir el mentó i les orelles que deixava la cara al descobert. Es cordava en un lateral del cap.
- Manyopla: Malla que protegia les mans.

#### Els cascs
S'utilitzaven diversos tipus de casc per a protegir el cap segons el criteri del cavaller o depenent de l'època. Així doncs, fins al segle xiv era comú utilitzar un casc anomenat cervellera, el capell de ferro i en algunes ocasions l'elm de barrilet. Aquest últim però, tot i que conferia una millor protecció contra els cops, disposava només d'una petita obertura transversal per veure-hi i això el feia descartable per molts cavallers que preferien tenir una millor visió del combat.
- Cervellera: Protegia essencialment el cap. De vegades s'hi afegia una protecció nasal o facial.
- Capell de ferro: També anomenat capelina és un casc de forma semiesfèrica amb una ala circumdant d'amplitud diversa.
- Elm de barrilet: Casc amb forma de barril amb lleugeres obertures a l'altura dels ulls.
- Bacinet: Utilitzat del segle xi fins al segle xv és el casc més reconeixedor de tots. De forma semiesfèrica o punxeguda disposava de careta mòbil per a la protecció facial.

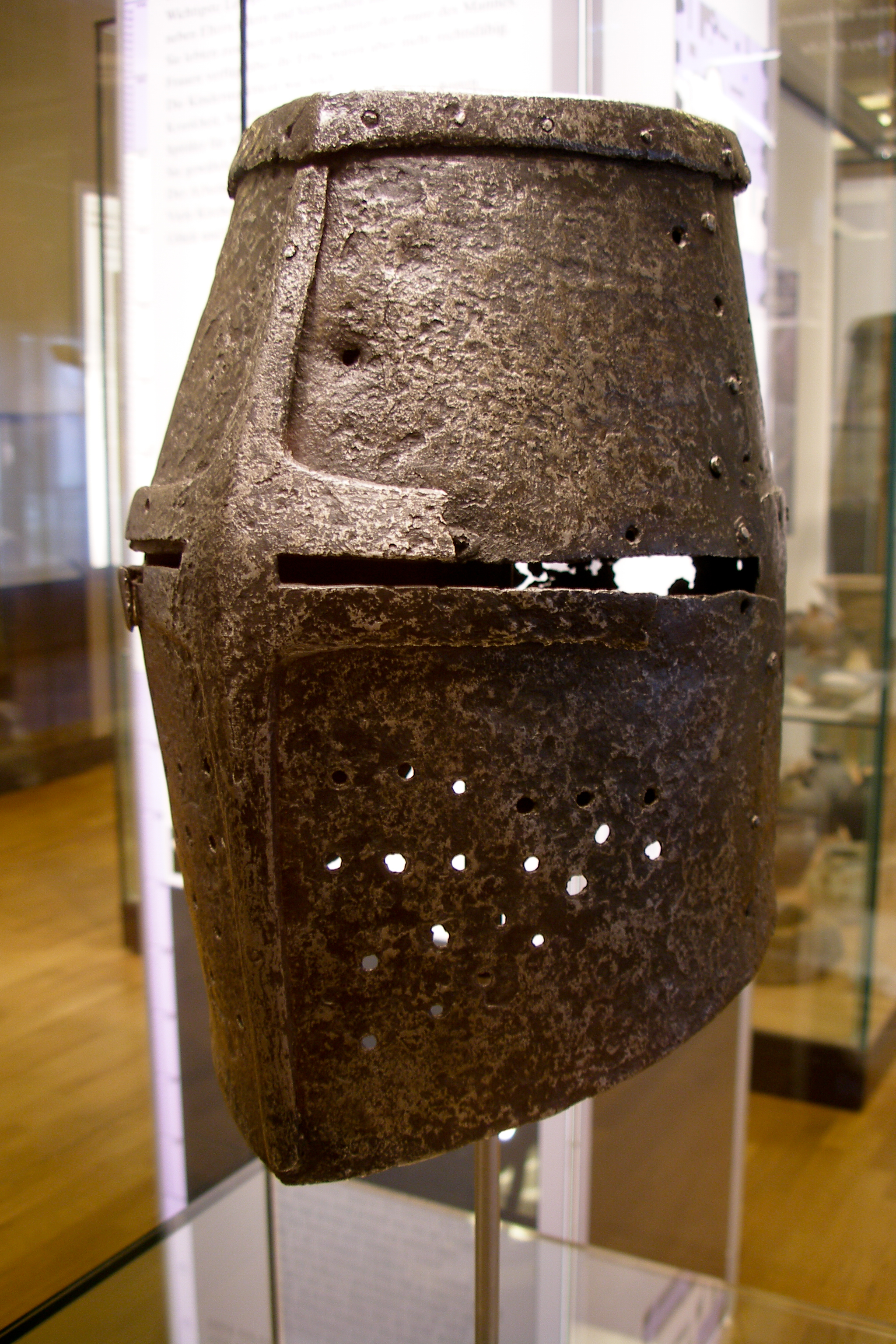
Elm de barrilet original d'un cavaller germànic. (font: Wikimedia Commons)

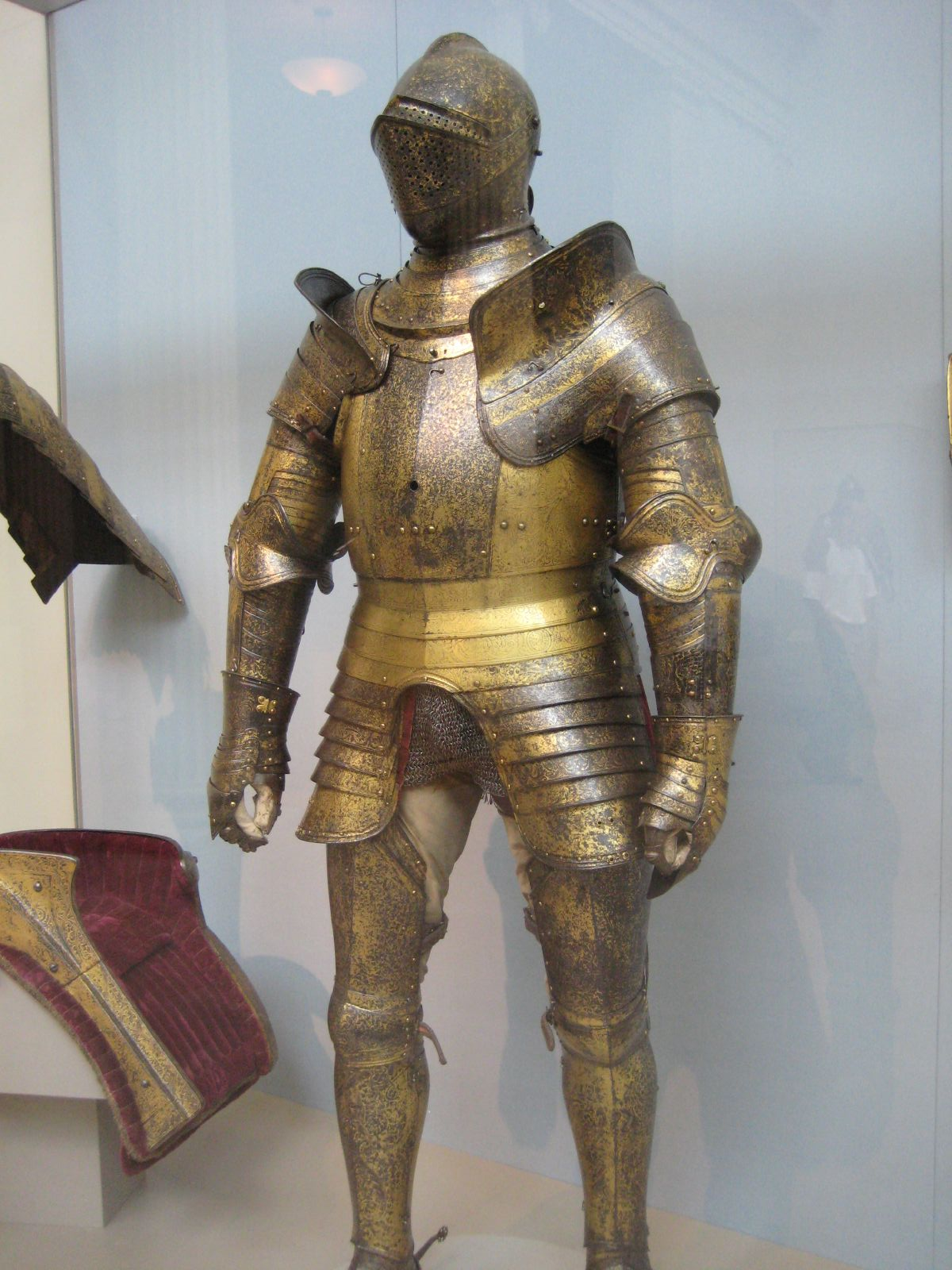
Armadura de gran qualitat encarregada per Enric VIII a l'artesà suís Hans Holbein el Jove (1497-1543). El casc és del tipus bacinet. Metropolitan Museum of Art de Nova York. (font: Wikimedia Commons)

Martín de Riquer ofereix una mena de relació de les peces de l'armadura total:
- Espatllàs: Peça de l'armadura que protegia l'espatlla.
- Guardabraç: Peça de l'armadura que protegia el braç.
- Guarda de colze, colzera: Peça de l'armadura que protegia el colze.
- Amambraç: Peça de l'armadura que protegia l'avantbraç.
- Manyopa, trompa: Peça de l'armadura que protegia el canell en la seva part articulada.
- Guantellet, guant: Part de l'armadura destinada a protegir les mans.
- Plates, cuirasses: Peces de l'armadura destinades a protegir el pit i l'esquena respectivament.
- Pancera: Peça de reforç situada al ventre i per sobre de les plates.
- Llagosta: Conjunt de peces mòbils disposades com un faldó des de la cintura fins a la cuixa.
- Escarsella, flancal: Defensa extra, que penjava d'un lateral de la cuirassa, destinada a protegir la cuixa.
- Cuixera: Peça de l'armadura que protegia la cuixa.
- Genollera: Peça de l'armadura que protegia el genoll.
- Gambera: Peça de l'armadura que cobria la cama des del genoll fins al turmell.
- Sabata, sabató: Peça articulada destinada a protegir el peu.
- Gosset (o sagnia): Part articulada que permetia bellugar els braços i les cames.
- Falda, faldó, pany: Part de l'armadura que penja sense cenyir-se al cos.

### Vestir-se

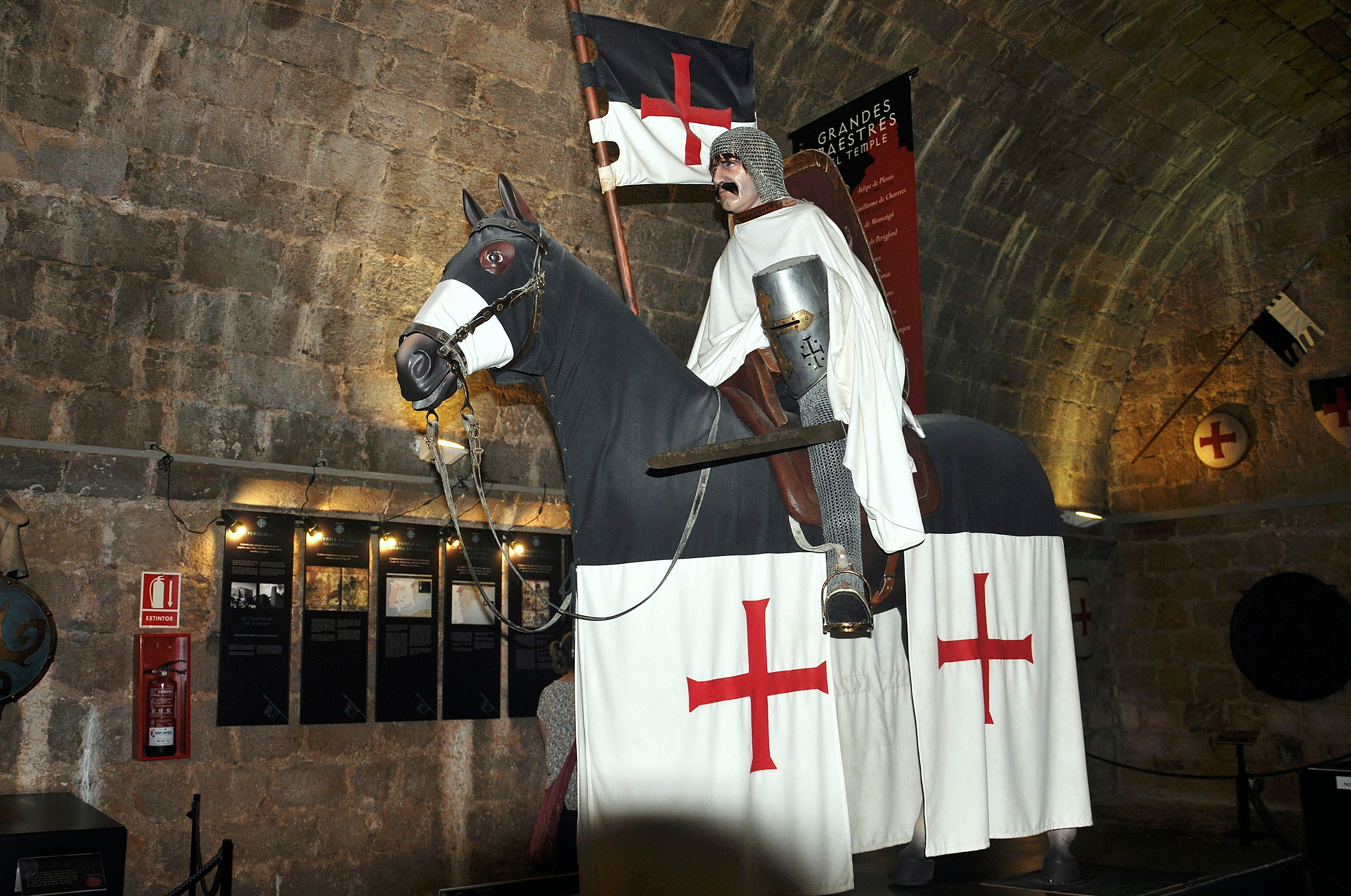
Reproducció de la vestimenta i armadura d'un cavaller de l'orde del Temple. Castell de Peníscola. (font: Wikimedia Commons).

L'armadura estava habitualment fabricada amb peces d'acer, tot i que algunes armadures més elaborades podien incorporar altres metalls més mal·leables per tal que l'artesà hi pogués gravar els motius que el cavaller demanava. Una armadura completa, per tant, podia arribar a pesar entre 25 i 30 quilograms. Si a aquest fet li sumem les armes ofensives que el cavaller brandava durant el combat (espasa, llança), podia ben bé arrossegar quaranta quilos de pes. És per aquesta raó que un cavaller desmuntat era presa fàcil de l'enemic. Un altre fet per a tenir en compte era l'ordre que havia de seguir per a vestir-se adequadament. Fer-ho sense planificació podia comportar haver de desvestir-se per a tornar a començar, ja que algunes de les peces de l'armadura impedirien posar-ne d'altres, tant per la incomoditat com pel pes que el cavaller hauria de suportar sense caure.
El procés de vestir-se amb l'armadura era complex i el cavaller necessitava l'auxili d'un o dos escuders per a poder col·locar totes les peces adequadament. Començaven per les extremitats inferiors i anaven pujant. En primer lloc es vestien amb la roba interior (calces, camisa i gonella) i immediatament després les calces de malla que es cordaven a la cintura amb corretges de cuir. A l'altura dels genolls hi cordaven les genolleres. A continuació vestia el perpunt, una peça de roba farcida per protegir el cós, i seguidament l'ausberg (també anomenat cota de malla) i a sobre d'aquest la sobrevesta amb els colors de la casa i els escuts heràldics. En el marc català, i a diferència del model més estès, damunt la sobrevesta hi anava el perpunt." Fóra més lògic pensar que aquesta peça s'hauria hagut de situar sota l'ausberg, per a major comoditat del guerrer, però l'ausberg era car i difícil d'obtenir i, per tant, s'havia de protegir.". A partir d'aquest moment posaven totes les parts de l'armadura, començant per l'arnès de cama i cuixa (cuixera, genollera, gambera, sabata), seguides de les peces del tors (plates, pancera, llagosta, escarsella, francal) i les de les extremitats superiors (espatllàs, guardabraç, guarda de colza, amambraç, manyopa, guantellet). Finalment, la gorra encoixinada sota l'elm.
Aquest procés era llarg i feixuc i calia tenir traça per no demorar-lo en excés. El temps emprat variava en funció de la complexitat de l'armadura i el nombre de peces que calgués vestir. Cal tenir en compte que tot i que s'han enumerat les peces principals d'una armadura en alguns models hi podien arribar a haver-hi fins a dues-centes cinquanta peces diferents. La forma física del cavaller per encarar la batalla suportant tot aquest pes havia de ser notable per a no quedar extenuat enmig del combat i exposar-se a patir fatals conseqüències.

### Els ordes militars
Per reconèixer un cavaller que lluitava enfundat en una armadura només calia fitar els senyals heràldics i els colors que lluïa habitualment a la sobrevesta i molt sovint a l'escut i a les gualdrapes del cavall. La disposició dels colors i senyals heràldics eren heterogenis entre els cavallers exceptuant aquells que pertanyien a un orde militar i que, com a uniformitat comuna, lluïen plegats els mateixos senyals i colors. Els ordes més comuns i coneguts són els templers, els hospitalers i els cavallers de Calatrava.